# Каждому своё (роман)
«Каждому своё» — исторический роман советского писателя Валенти́на Са́ввича Пи́куля.

## Сюжет
Роман начинается с весны 1821 года когда русский двухмачтовый бриг «Рюрик» завершал свое кругосветное плавание. Вдали показался остров Святой Елены. При подходе к нему английский офицер поднялся на борт брига, капитан провел его в каюту, угрожая пистолетом офицер спросил что они здесь забыли. Капитан ответил что научная экспедиция образована на деньги князя Румянцева. И ничего страшного не произойдет если они заберут почту от русского посла графа Балашова, офицер однако запретил соваться на остров. На следующий день Англичане открыли стрельбу по бригу с берега, кроме того на бриг двигался линейный корабль «Конкеррор». Отстреливаясь из пушек «Рюрик» через три месяца бросил якорь в устье Невы.
Доложив Румянцеву о том что случилось на о. Св. Елены. Князь ответил что английским разбоем на морях они сыты уже по горло. Наполеон послав графа Маршана за брюквой в Джеймстаун все уже знал. Проживая в Логвуде он находился в полной изоляции от мира. Император был рад назревшему скандалу между бывшими союзниками. Сам он гулял по старому бревенчатому дому в котором его поселили, играл в бильярд, ездил на охоту. За ним присматривал комиссар острова граф Гудсон Лоу. Кроме того император находился под постоянным надзором доктора О’Мира с английской эскадры. Император рассказывал доктору о своей жизни и прошлом. Естественно разговор не мог не зайти о Моро и Наполеон комментируя его говорил что Моро был хорошим полководцем, проявившим все свое мастерство в отступлениях, хладнокровия и благородства у Моро было не занимать. Но выражаясь о нём как о революционере Наполеон отзывался плохо говоря что он предал свою родину, «Франция должна забыть Моро!»
Главным героем романа является французский генерал Жан Виктор Моро, ярый сторонник республиканской власти во Франции. Моро является выходцем из семьи адвоката и как и его отец получил образование юриста. Однако такая жизнь не устраивает его. И он добровольцем записывается в армию. Быстро продвигаясь по службе, он становится генералом, его назначают командующим Рейнской армией.
Пока Наполеон Бонапарт находится в Египте, Моро сдерживает русских и австрийцев в Италии. Вскоре Директория отзывает Моро из Италии, на смену Моро приходит его друг генерал Жубер. В самом начале битве при Нови Жубер погибает, командование армией снова берет Моро. Но исход битвы предрешён — Моро оказался разбит русским полководцем Александром Васильевичем Суворовым; он отводит свою армию в теснины Овадо.
Моро возвращается во Францию, в Париже ждут «смелого человека со шпагой», чтобы он совершил переворот и стал республиканским консулом. Друзья предлагают Моро стать этим человеком. Директория как орган власти не пользуется авторитетом среди парижан. Однако Моро действует нерешительно, в Париж прибывает Наполеон Бонапарт и совершает переворот 18-Брюмера. В народе ходят споры «Моро или Бонапарт?». Моро и Бонапарт знакомы, они часто общаются по политическим делам, однако Наполеону не нравятся, что в народе его сравнивают с Моро. После разгона совета Пятисот он стремится к монархии. Зная, что Моро является республиканцем, он обвиняет Моро в участии в заговоре против себя, который готовили знакомые Моро, Жорж Кадудаль и Шарль Пишегрю. (Дело Пишегрю) Кадудаля казнили, Пишегрю заключили в тюрьму, где вскоре его нашли мертвым. (Есть версия что он повесился на собственном галстуке). Отношения между друзьями разрываются окончательно. Моро подвергается аресту и заключению в тюрьму. Народ против этого, начинаются волнения. Наполеон вынужден заменить пожизненное заключение изгнанием. Моро и его жене запрещают возвращаться во Францию. В 1805 году через Испанию они отправляются в США и селятся в Филадельфии.
Вскоре после ничьи в битве под Прейсиш-Эйлау, поражении при Фридланде и распада 5-й Антинаполеоновской коалиции, в Тильзите подписывается мирный договор (Тильзитский мир) между Александром и Наполеоном. Тильзит объявляется нейтральным городом. Наполеон заинтересован в участии России в Континентальной блокаде Англии. Но Александр тайно нарушает эти правила подписанные им в мирном договоре.
Александр понимал что мир в Европе будет недолгим, хотя Наполеон ещё не планировал поход в Россию. России нужен был хороший полководец, знающий тактику Наполеона, его секреты. По приказу императора граф Пален ездил в США, и пригласил Моро на русскую службу в армию. На торговом корабле «Ганнибал» они чудом проскользнув через французских секретных агентов тайной полиции Фуше, прибывают в Санкт-Петербург.
Моро стал главным советником при штабе русской армии. Вскоре после сражения на реке Березине, в польском городке Бунцлау скончался Михаил Илларионович Кутузов, армия переходит под начало Барклая-де-Толли. Смерть главнокомандующего наносит армии непоправимый упадок боевого духа.
Тем временем Россия стала основателем 6-й Антинаполеоновской коалиции в которую в скором времени вошла Пруссия во главе с Вильгельмом Первым. Боевые действия переходят на территорию Силезии. Поражение при Лютцене и Бауцене обескураживают Александра и Вильгельма, и те заключают мир с Наполеоном. Позже Наполеон назовет это главной своей ошибкой в кампании 1813—1814 годов. Во время перемирия к коалиции присоединяются Швеция во главе с бывшем наполеоновским маршалом Бернадотом, и Австрийская империя во главе с Францем Вторым. Союзники объединятся в три большие армии, Северную на севере во главе с маршалом Бернадотом, Силезскую на востоке во главе с прусским фельдмаршалом Гебхардом Блюхером и Богемскую на юге во главе с австрийским герцогом Карлом Шварценбергом. По политическим причинам Александр не настаивал на назначении командующего какой-либо армии русских генералов. Срок перемирия кончается и армии движутся к Дрездену, который является главной базой пополнения провианта и вооружения для наполеоновской армии. Союзники разрабатывают план битвы. Богемская армия подходит к Дрездену. 26-27 августа происходит Дрезденское сражение. На второй день сражения Моро, заметив что французы начинают пристреливаться по свите царя находящейся на холме, говорит что надо уехать, они уезжают на соседнюю батарею через рощицу но не доезжают до неё, в лошадь Моро попадает ядро которое проходит навылет и поражает обе ноги генерала. Моро относят в деревеньку Каинц. Оторванную ногу Моро приносит в лагерь Наполеона его пес Файф. Думая, что убит высокопоставленный офицер Наполеон с маршалами смотрят на ошейник пса на котором написано «Принадлежит гражданину Ж. Я. Моро» Наполеон рад: «Наконец-то свершилось правосудие!». В войсках долгое время ходила легенда о том что Наполеон увидел в подзорную трубу Моро, сам навел орудие и выстрелил. Моро ампутировали обе ноги, но это не помогло. Моро скончался через две недели в замке Нётниц. Его похоронили на Невском проспекте в противоположной стороне которого был похоронен генералиссимус Суворов, его главный противник в Итальянской кампании. Моро присвоили в России звание фельдмаршала, а во Франции Людовик Восемнадцатый присвоил ему звание маршала. Жене Моро предлагали уехать в Россию с пожизненной пенсией в 30 000 рублей и даром Александра в 100 000 рублей, её дочь могла стать фрейлиной во дворе императрицы. Однако, после взятия Парижа Александр представил Александрину Людовику Восемнадцатому, и та осталась жить во Франции с пенсией в 12 000 франков. Вскоре, в битве под Лейпцигом (Битва народов) Наполеон оказался разбит и отступил во Францию.
Союзники берут Париж, на условиях мирного договора маршалы Мортье и Мармон сдают город и отводят армию. Наполеон не успевает добраться до Парижа вовремя, он приходит сначала в ярость, потом в отчаяние. Император отрекается от трона и отправляется в почетную ссылку на остров Эльба в Средиземном море.